# Малатини
Малатини (слч. Malatíny) насељено је мјесто са административним статусом сеоске општине (слч. obec) у округу Липтовски Микулаш, у Жилинском крају, Словачка Република.

## Становништво
| Година:    | 1994. | 2004.   | 2014.    | 2024.    |
| ---------- | ----- | ------- | -------- | -------- |
| Број људи: | 162   | 149     | 201      | 259      |
| Разлика:   |       | -8,02 % | +34,89 % | +28,85 % |

| Година:    | 2023. | 2024. |
| ---------- | ----- | ----- |
| Број људи: | 259   | 259   |
| Разлика:   |       | +0 %  |

Према подацима о броју становника из 2011. године насеље је имало 204 становника.